# Igreja de Santa Susana nas Termas de Diocleciano
Santa Susanna alle Terme di Diocleziano ou Igreja de Santa Susana nas Termas de Diocleciano, chamada frequentemente apenas de Santa Susanna, é uma igreja paroquial católica romana localizada no monte Quirinal, no rione Trevi de Roma, Itália. Há uma igreja titular associada a este local já desde 280 d.C., mas o edifício atual foi reconstruído entre 1585 e 1603 para ser utilizado pelo mosteiro de freiras cistercienses fundado no local em 1587 e que ainda está lá.
A igreja tem servido como a igreja nacional para os norte-americanos residentes em Roma desde que 1921, quando os Padres Paulistas, uma sociedade de vida apostólica de padres fundada nos Estados Unidos, se estabeleceu ali.
O cardeal-presbítero protetor do título de Santa Susana é Bernard Francis Law, antigo arcebispo de Boston.[carece de fontes?]

## História

### Período romano
Por volta de 280, uma residência que se localizava neste local passou a ser utilizada pelos primeiros cristãos como uma igreja, uma prática muito utilizada na época (domus ecclesiae). De acordo com os "Atos de Susana", do século VI, a casa (domus) pertencia a dois irmãos chamados Caio e Gabino, conhecidos cristãos. Caio (em latim: Caius ou Gaius) é tradicionalmente identificado como sendo tanto o papa Caio quanto Caio, o presbítero, que era prefeito e uma importante fonte de informações sobre os primeiros anos do cristianismo. Gabino ou Gabínio (em latim: Gabinus, Gabinius) é o nome do pai da semi-lendária Santa Susana. Os mais antigos documentos sobre ela a identificam como sendo uma padroeira da igreja e não uma mártir e a igreja no local já foi identificada nos mais antigos documentos, do século IV, pelo seu título de "Igreja de Caio nos Termas de Diocleciano" ou "ad duas domos" ("perto das duas casas"). Ela é mencionada no contexto de um sínodo em Roma em 499.[carece de fontes?]
Seja como for, a Igreja de Santa Susana é uma das mais antigas igrejas titulares de Roma. O antigo edifício, construído sobre os restos de três villae romanas ainda visíveis abaixo do mosteiro, estava localizada encostada no muro dos banhos ("termas") construídos pelo imperador romano Diocleciano e na Muralha Serviana, a primeira muralha a defender Roma. Tradicionalmente considera-se que ela foi construída na casa de Susana e é o local onde ela foi martirizada. Segundo a tradição, a estrutura tornou-se uma igreja por volta de 330, no reinado do imperador Constantino I, quando as basílicas de diversas igrejas domiciliares (domus ecclesiae) foram adaptadas para uso litúrgico. Tudo o que restou destes dois corredores depois da reforma no século XVI são as duas capelas laterais da basílica. No sínodo de 565, a igreja foi chamada pela primeira vez como sendo o "título de Susana" e a igreja permanece dedicada a ela desde então. Nos lendários "atos" de Susana, conta-se que ela foi martirizada com a família quando se recusou a se casar com o filho de Diocleciano, um tropo familiar e que aparece em muitas outras "paixões" de virgens no Martirológio Romano, como Santa Lúcia e Santa Inês.[carece de fontes?]
Papa Sérgio I reformou a igreja no final do século VII, mas Leão III (r. 79–816), o quarto padre desta igreja a ser eleito papa, a reconstruiu completamente em 796, acrescentando a grande abside e conservando as relíquias dos santos na cripta. Um vasto mosaico de Cristo ladeado por Leão e o imperador Carlos Magno de um lado e pelas santas Susana e Felicidade do outro foi tão danificado num terremoto no século XII que acabou sendo coberto por uma camada de gesso na renovação completa do final do século XVI e coberto pelos afrescos de Carlos Nebbia. A basílica de Leão III tinha o formato de "T" com uma nave central ladeada por doze colunas e dois corredores laterais.
A Igreja de Santa Susana foi considerada um sucesso tão grande na época que, em 1605, Paulo V nomeou Maderno o arquiteto da Basílica de São Pedro, da qual ele é o responsável pela nave e a grande fachada.[carece de fontes?]

### Idade Moderna
O papa Sisto IV (r. 1475–1477) iniciou a reconstrução da igreja, provavelmente um edifícios com uma nave simples com duas capelas laterais. Em 1588, uma nova reforma, a última grande obra do cardeal Girolamo Rusticucci, cardeal protetor da Ordem Cisterciense, que durou de 1595 até 1603. Um dos objetivos principais de Rusticucci como vigário geral do papa Sisto V era renovar a vida das ordens religiosas. Um reflexo disto pode ser visto no programa figurativo da decoração das paredes da igreja. Os temas principais são a defesa da castidade contra a corrupção moral e a vitória da fé sobre qualquer tentação de idolatria e heresia, demonstrados através da escolha virginal de Santa Susana e suas atitudes em relação à oração. Rusticucci queria ressaltar e ligar estes temas ao laço inseparável que sua igreja tinha com as freiras cistercienses cujo mosteiro passou a ocupar o local.[carece de fontes?]
Ele era ainda um grande apreciador da "tradição" e escolheu entre os melhores de seu tempo, todos vindos do fervilhante movimento artístico derivado da Contra Reforma. A fachada em travertino ainda precisava ser construída e o trabalho ficou a cargo de Carlo Maderno, sobrinho e assistente de Domenico Fontana, o principal arquiteto de Sisto V, sua primeira grande encomenda em Roma. Em 1603, ele completou o trabalho, um influente design dos primeiros primeiros anos do barroco. O ritmo dinâmico das colunas e pilastras, concentradas no centro, e a protrusão e a crescente decoração central aumentam ainda a complexidade da estrutura, principalmente a interconexão entre os dois lados, que não são exatamente simétricos. A entrada principal e o teto são cercados por pedimentos triangulares e as janelas foram substituídas por nichos, um incipiente jogo com as regras da arquitetura clássica, mas ainda mantendo seu rigor. As estátuas do nível superior (Papa São Caio e São Genésio de Roma) são de Giovanni Antonio Paracea e as do nível inferior (santas Susana e Felicidade), de Stefano Maderno.[carece de fontes?]

## Interior
Os afrescos da nave central (seis cenas da vida da casta Susana do Livro de Daniel) são de Baldassare Croce de Bolonha (1563–1638). Os afrescos no lado curvo da abside mostram Santa Susana sendo ameaçada por Maximiano, mas sendo defendida por uma anjo e, à direita, se recusando a idolatrar Júpiter. Os afrescos de Cesare Nebbia (1536–1614), de Orvieto,  da cúpula da abside representam Santa Susana ladeada por anjos com instrumentos musicais.[carece de fontes?]
A peça de altar do altar-mor, que retrata a decapitação de Santa Susana, é de Tommaso Laureti de Palermo (1530–1602). Camilla Peretti, irmã do papa Sisto V, era uma grande patrocinadora das freiras cistercienses e ajudou a construir os alojamentos para elas e também a Capela de São Lourenço, cujos afrescos são obra de Giovan Battista Pozzo (1563–1591). A pintura no altar, que retrata o martírio do santo, também é de Nebbia. Grandes estátuas dos profetas maiores e outras duas, dos santos Pedro e Paulo, são atribuídas a Giovanni Antonio Paracea, dito "Valsoldo". A partir da sacristia é possível enxergar, através de um piso envidraçado, os restos da igreja antiga e os restos da casa romana, que, acredita-se tradicionalmente ser a casa do pai de Susana. Um sarcófago romano com fragmentos de gesso pintado foi descoberto no local. Escavações também revelaram um tímpano com a imagem do Cordeiro de Deus em fundo azul cercado pelos santos João Batista e João Evangelista, uma Madona com o Menino entre santas Ágata e Susana e mais cinco belos bustos de outros santos.[carece de fontes?]
O presbitério está decorado por dois afrescos. À esquerda, está o martírio de São Gabino e à direita, o de Santa Felicidade e seus sete filhos, ambas obras de Baldassare Croce. Atrás dele, protegido por uma grade de ferro, está o magnífico coro monástico, uma grande sala quadrada. Foi construído em 1596 pelo cardeal Rusticucci, como atesta o brasão no centro do rico piso de caixotões de madeira. O cadeiral foi doado pelo papa Sisto e foi repetidas vezes mencionado em guias antigos como um dos mais belos coros ainda nos mosteiros da cidade. As paredes do coro estão adornadas com afrescos representando santos e cenas do Antigo Testamento atribuídos a Francesco Di (1676–1702). Também no coro, em quatro ramos dos dois nichos que preservam os relicários, estão São Bento de Núrsia e Santa Escolástica (esquerda) e São Bernardo e Santa Susana (direita), obras do pintor umbriano Avanzino Nucci (1599). Filippo Fregiotti pintou os afrescos na capela do claustro em 1719.[carece de fontes?]
O valioso teto da nave e do presbitério é feito de madeira policromada esculpida num design de Carlo Maderno.[carece de fontes?]
Estão enterrados na cripta cinco mártires e santos da igreja antiga: Susana e Gabino, seu pai, Santa Felicidade, Papa Santo Eleutério e São Genésio.[carece de fontes?]

## Galeria

Imagens da igreja
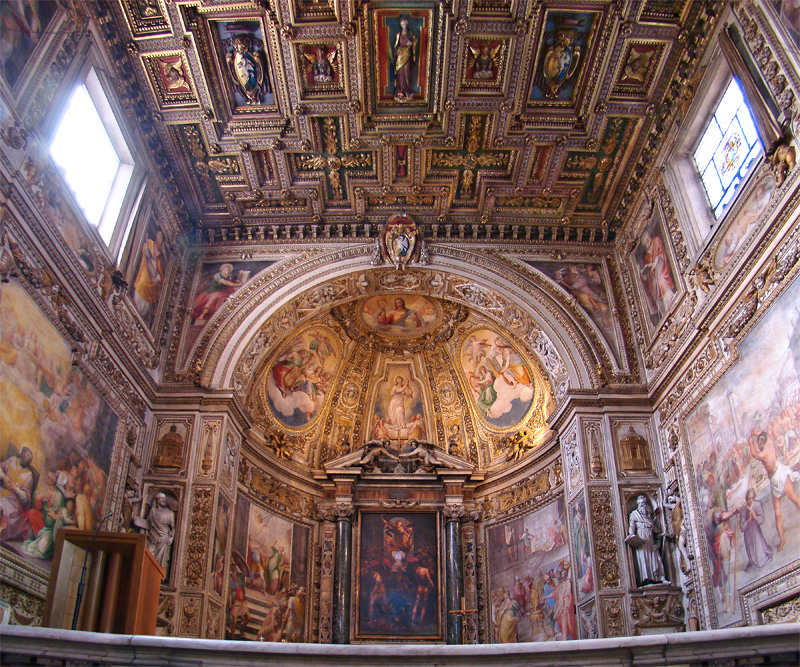
Vista do interior
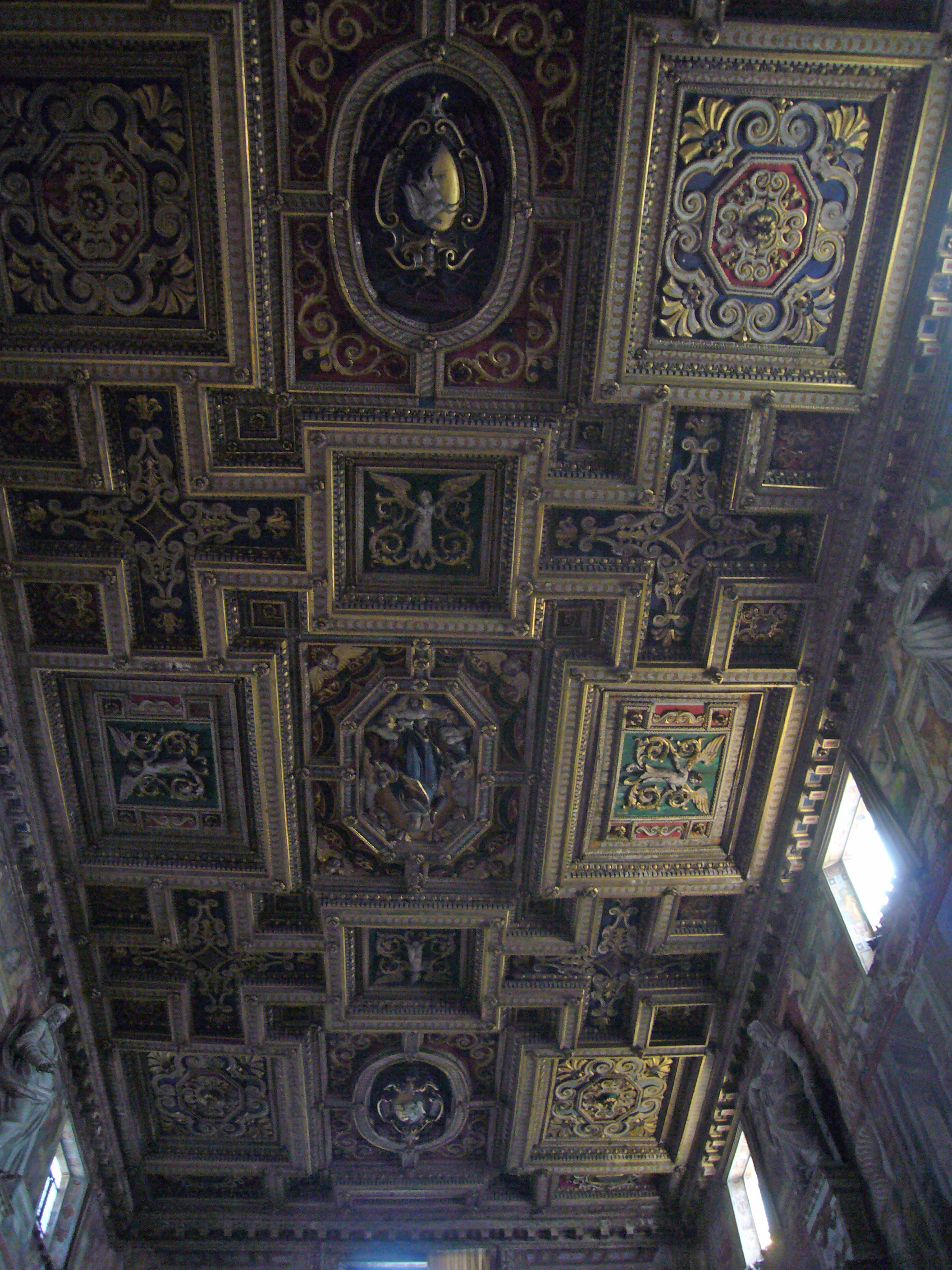
Teto
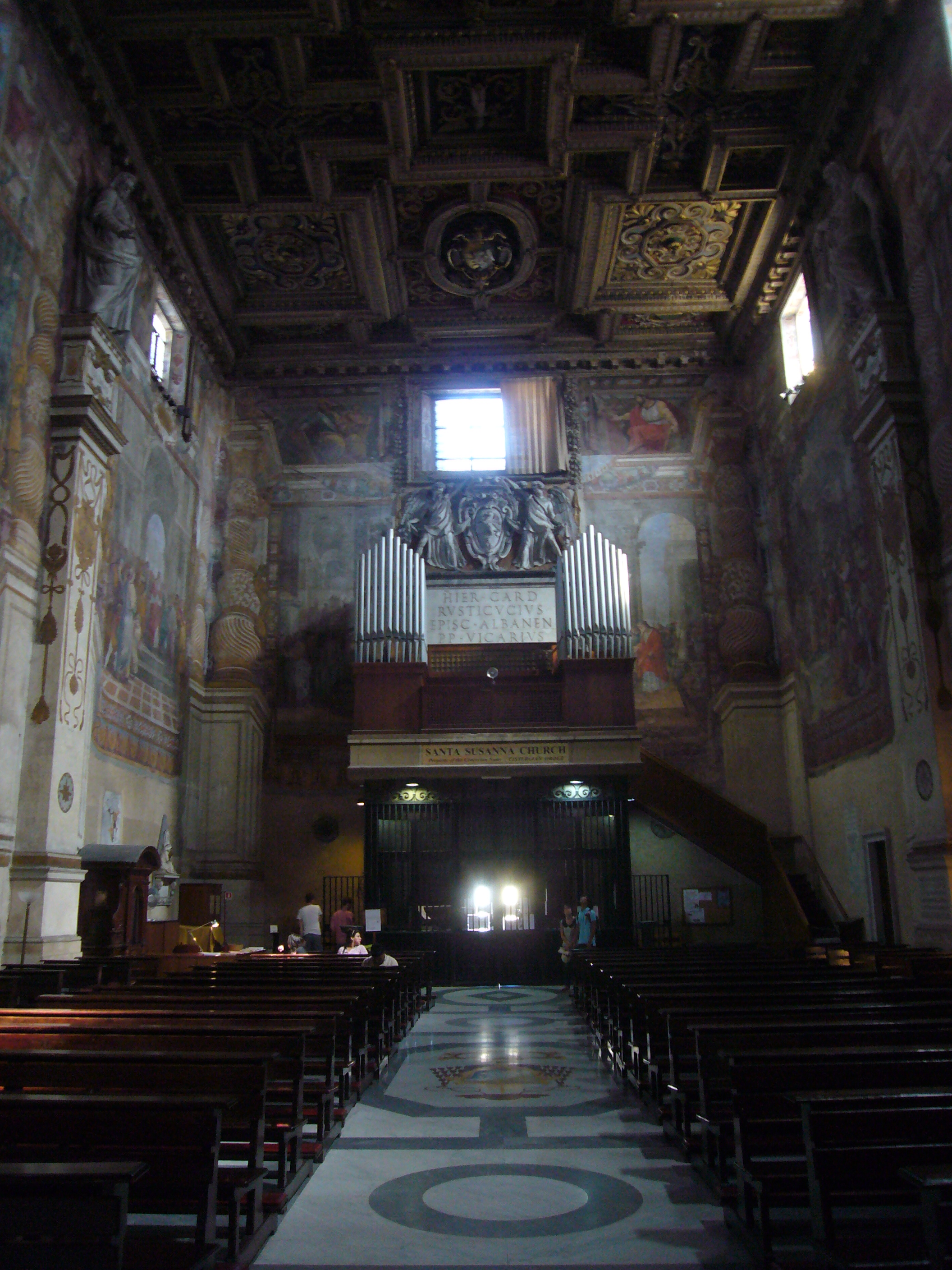
Vista do interior